# Dryopomera tonkinensis
Dryopomera tonkinensis es una especie de coleóptero de la familia Oedemeridae.

## Distribución geográfica
Habita en Vietnam.